# Guy Delisle
Guy Delisle, född 1966 i Québec, är en kanadensisk serieskapare, bosatt i södra Frankrike. Han är främst känd för sina berättelser på temat "främling i främmande land", som han skapade när han följde sin fru som arbetade som administratör för Läkare utan gränser.